# Nancy van de Ven
Nancy van de Ven (Vlissingen, 13 november 1997) is een Nederlands motorcrosser.
In 2017 won ze met Nicky van Wordragen de Women’s Motocross of European Nations.
In het wereldkampioenschap motorcross voor vrouwen (WMX), dat sinds 2005 wordt verreden, eindigde ze in 2013 en 2014 als vijfde in het eindklassement, in 2015 als derde en in 2016 als tweede. Ze greep in september 2017 in de laatste wedstrijd naast de titel en eindigde dat jaar als vierde. In de jaren 2018-2021 eindigde ze telkens op de tweede plaats. In 2022 won ze de wereldtitel.
Voor het seizoen 2022 werd haar door de KNMV de Hans de Beaufort-beker toegekend.
In 2023, na het oplopen van een gecompliceerde beenbreuk, stopte Van de Ven met de topsport. Na operaties eind 2023 en begin 2024 is ze weer in staat om motorcrosswedstrijden te rijden, maar heeft niet meer de ambitie om op topniveau te presteren. 
Eindklasseringen WK motorcross
| 2013 | 2014 | 2015  | 2016   | 2017 | 2018   | 2019   | 2020   | 2021   | 2022 | 2023 |
| ---- | ---- | ----- | ------ | ---- | ------ | ------ | ------ | ------ | ---- | ---- |
| 5e   | 5e   | Brons | Zilver | 4e   | Zilver | Zilver | Zilver | Zilver | Goud | 15e  |